# دوين براون
دوين براون (بالإنجليزية: Duane Brown)‏ هو لاعب كرة قدم أمريكية أمريكي، ولد في 30 أغسطس 1985 في ريتشموند في الولايات المتحدة.

## وصلات خارجية
- دوين براون على موقع مرجع كرة القدم المحترفة.كوم (الإنجليزية)